# Cirque du Freak: The Vampire's Assistant
Cirque du Freak: The Vampire's Assistant (bra: Circo dos Horrores - O Aprendiz de Vampiro, prt: Circo dos Horrores: O Assistente do Vampiro) é um filme americano de 2009 dirigido por Paul Weitz. É baseado no livro de mesmo nome.

## Sinopse
Após se transformar em um vampiro, um adolescente involuntariamente se torna uma peça em uma briga de facções.

## Elenco
- Sr.crepsley – John C. Reilly
- Darren Shan – Chris Massoglia
- Steve/Lucas – Josh Hutcherson
- Rebecca (garota macaco) – Jessica Carlson
- Mr. Tino/Tiny (vilão gordo) - Michael Cerveris
- Murlaugh (vampirinese "chefe") – Ray Stevenson
- Ophidio (o garoto serpente) – Patrick Fugit
- Annie Shan– Morgan Saylor
- Mr. Shan (pai de Darren) – Don McManus
- Mrs. Shan (mãe de Darren) – Colleen Camp
- Mr. Tall (apresentador) – Ken Watanabe
- Madame Truska (mulher com barba) – Salma Hayek
- Alexander Ribs (homem das costelas/ Alexander Costelas) – Orlando Jones
- Rhamus Twobellies (homem que come tudo/duas barrigas) – Frankie Faison
- Gavner Purl (vampiro de bigode) – Willem Dafoe
- Gertha Dentes – Kristen Schaal
- Mr. Kersey (professor) – Patrick Breen
- Lobisomem – Tom Woodruff Jr.
- Corma Limbs(mulher reciclagem) – Jane Krakowski

## Recepção
O público pesquisado pelo CinemaScore deu ao filme uma nota média de "B" em uma escala de A+ a F.
No agregador de críticas dos Estados Unidos, o Rotten Tomatoes, na pontuação onde a equipe do site categoriza as opiniões da  grande mídia e da mídia independente apenas como positivas ou negativas, o filme tem um índice de aprovação de 37% calculado com base em 139 comentários dos críticos. Por comparação, com as mesmas opiniões sendo calculadas usando uma média aritmética ponderada, a nota alcançada é 4,9/10 que é seguida do consenso: "Este filme de vampiros exagerado e disperso sofre de má caracterização e uma mistura pesada de sustos e risadas."
Em outro agregador de críticas também dos Estados Unidos, o Metacritic, que calcula as notas das opiniões usando somente uma média aritmética ponderada de determinados veículos de comunicação em maior parte da grande mídia, o filme tem 25 avaliações da imprensa anexadas no site e uma pontuação de 43 entre 100, com a indicação de "revisões mistas ou neutras".
Roger Ebert avaliou com 1,5/4 da nota e o chamou de "uma bagunça. O filme é filmado através de curiosos desconectados. Muitas vezes, dentro de uma única sequência de eventos, não  saberemos onde estamos ou  como eles estão relacionados no espaço ou no tempo."